# Benson Kipruto
Benson Kipruto (Tolilet, 17 marzo 1991) è un maratoneta keniota.

## Carriera
Dopo aver vinto, tra il 2016 ed il 2018, alcune maratone minori, nel 2021 trionfa in quella di Boston, nel 2022 in quella di Chicago e nel 2024 in quella di Tokyo, in cui stabilisce anche il suo record personale. Nel mezzo ottiene anche una medaglia d'argento e due di bronzo.
Nel 2024 partecipa, per la prima volta, ai Giochi olimpici, a Parigi, in Francia: nella gara di maratona maschile si classifica al terzo posto, ottenendo la medaglia di bronzo.

## Palmarès
| Anno | Manifestazione  | Sede   | Evento   | Risultato | Prestazione | Note |
| ---- | --------------- | ------ | -------- | --------- | ----------- | ---- |
| 2024 | Giochi olimpici | Parigi | Maratona | Bronzo    | 2h07'00"    |      |

## Altre competizioni internazionali
2016
- Argento alla Maratona di Atene ( Atene) - 2h13'24"

2017
- 4º alla Maratona di Praga ( Praga) - 2h09'51"
- Argento alla maratona di Gyeongju ( Gyeongju) - 2h07'21"

2018
- Bronzo alla Maratona di Seul ( Seul) - 2h07'11"

2019
- 10º alla Maratona di Boston ( Boston) - 2h09'43"

2020
- 7º alla Maratona di Londra ( Londra) - 2h06'42"
- Bronzo alla Mezza maratona di Praga ( Praga) - 1h00'06"

2021
- Oro alla Maratona di Boston ( Boston) - 2h09'51"
- Oro alla Maratona di Praga ( Praga) - 2h10'16"

2022
- Bronzo alla Maratona di Boston ( Boston) - 2h07'27"
- Oro alla Maratona di Chicago ( Chicago) - 2h04'24"

2023
- Bronzo alla Maratona di Boston ( Boston) - 2h06'26"
- Argento alla Maratona di Chicago ( Chicago) - 2h04'02"

2024
- Oro alla Maratona di Tokyo ( Tokyo) - 2h02'16"

2025
- 7º alla Maratona di Tokyo ( Tokyo) - 2h05'46"